# Sapo National Park
Het Sapo National Park is het grootste natuurpark van Liberia, gelegen in de county's Sinoe, Grand Gedeh, River Gee en Maryland.
Het Sapo National Park werd op gezag van de president van Liberia Samuel Doe in 1983 opgericht ter bescherming van een van de laatste bosgebieden van het West-Afrikaanse land. Het is inmiddels 1800 km² groot (voor 2003 was het 1250 km²) en bestaat voornamelijk uit tropisch regenwoud en moeras.

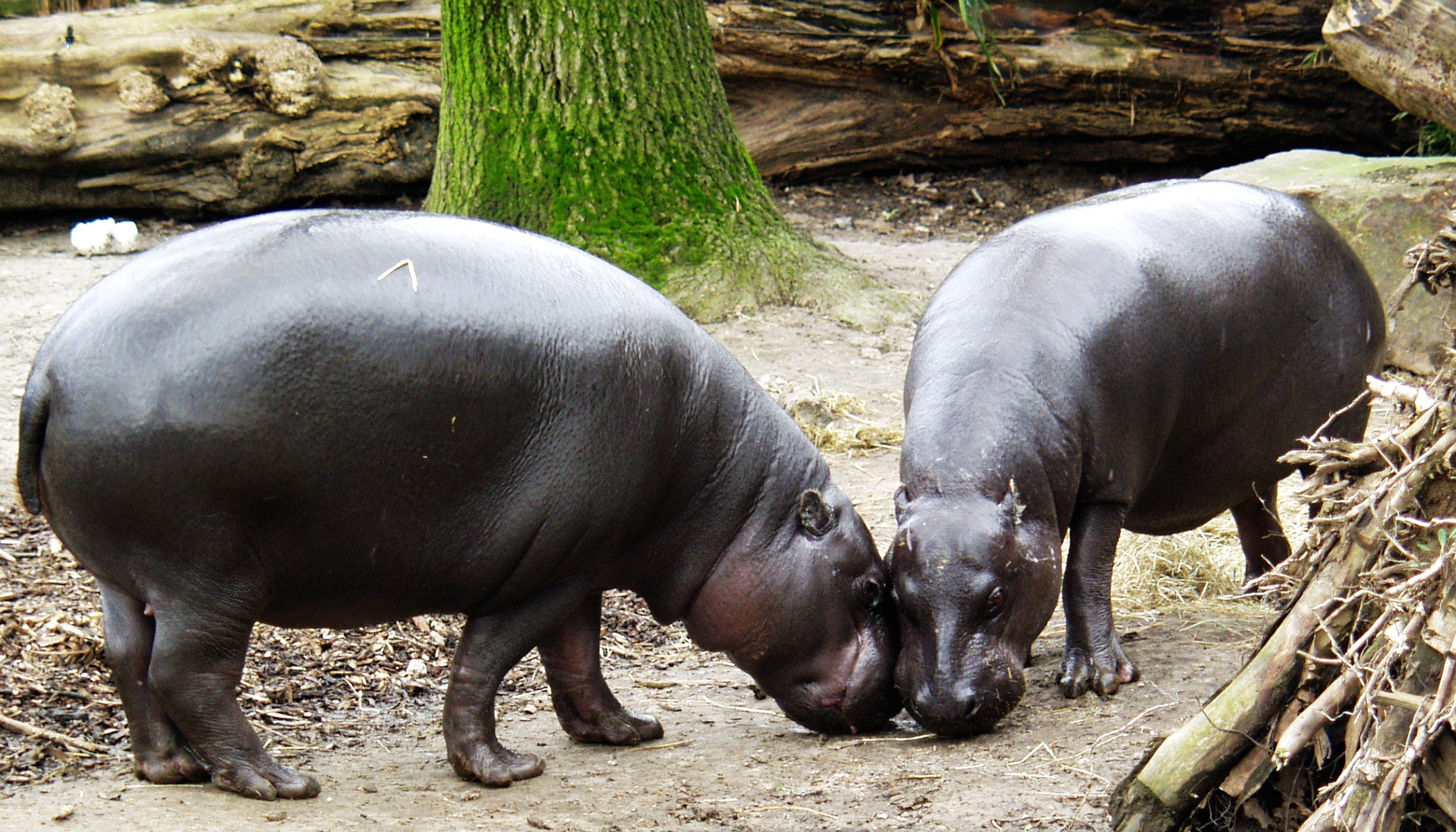
Dwergnijlpaardjes

In het park leven onder meer bosolifanten, dwergnijlpaarden, knobbelzwijnen, chimpansees en antilopes. Delen van het park zijn nog nooit door de mens betreden. Hoewel het park flink leed onder de verwoesting
tijdens Liberiaanse Burgeroorlogen en de
stroperij die in die tijd vrij spel had, is er na die tijd gewerkt aan heropbouw.
Sapo National Park dankt zijn naam aan de lokale Sapo-stam en is naast Lofa-Mano National Park het enige natuurpark van Liberia.